# Coffee (Kelly Rowland)
Coffee è un singolo della cantante statunitense Kelly Rowland, pubblicato il 17 aprile 2020.

## Accoglienza
Mike Wass di Idolator ha affermato che, sebbene Coffee non fosse "radio-friendly" come sperava, ha elogiato la canzone per "restare in testa dopo il beat finale".

## Video musicale
Il videoclip, diretto da Steve Gommillion, è stato pubblicato in concomitanza con l'uscita del brano. Con un tema tropicale, il video è stato girato nei pressi di una spiaggia di Miami, prima del distanziamento sociale causato dalle restrizioni per la pandemia di coronavirus 2019-2020.  Parlando del concetto del video durante un'intervista con Essence, la Rowland ha dichiarato di aver voluto celebrare la figura della donna (di ogni colore di pelle e di ogni forma) e la sua sessualità.